# Camille-Léopold Lahaire
Camille-Léopold Lahaire (né en 1849 à Tours et mort à une date inconnue) est un dessinateur, peintre et lithographe français.

## Biographie
Camille-Léopold Lahaire, est né à Tours en 1849. Il se forme à École municipale des Beaux-Arts de Poitiers.

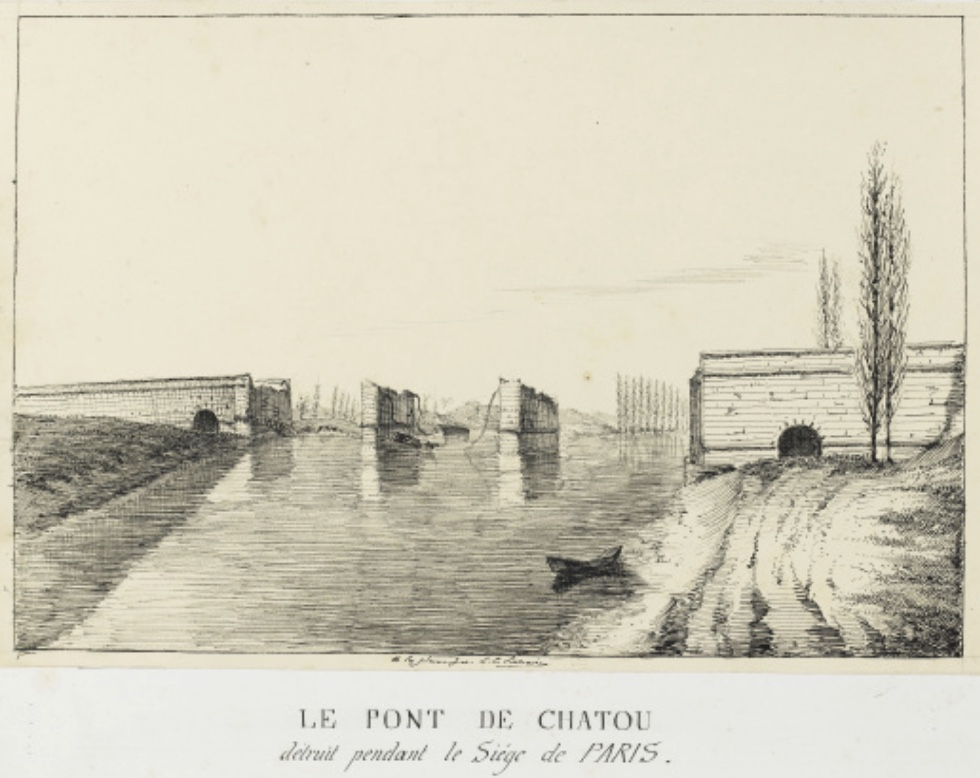
Le Petit Pont de Chatou détruit 1870.

Il réalise de nombreuses peintures pour la décoration du château de Baudiment, alors propriété du comte de la Rochetulon, à Baumont dans la Vienne.
Il est également l'auteur de dessins à la plume, de lithographies et de gravures à l'eau-forte.
Il expose un portrait au salon de 1883,.

## Œuvres
- La ville et le musée Sainte-Croix de Poitiers disposent de plusieurs de ses œuvres[4].
- Plusieurs de ses dessins sont conservés au château de Malmaison[5].